# Rudolf Brinkmann (Staatssekretär)
Rudolf Brinkmann (* 28. August 1893 in Greene; † nach 1973) war ein deutscher Nationalökonom und Staatssekretär im Nationalsozialismus.

## Leben
Brinkmann begann nach dem Abschluss seiner Schullaufbahn ein Studium der Rechtswissenschaft und Nationalökonomie. Nach Ausbruch des Ersten Weltkrieges trat er in das deutsche Heer ein und diente als Feldartillerist. Aufgrund einer Kriegsverletzung schied er 1916 aus der Armee aus. Anschließend wechselte er ins Bankfach und war ab 1919 in Göttingen für die Reichsbank tätig. Ab 1923 übernahm er die Leitung des Revisionsbüros der Reichsbank in Berlin und war später als Hilfsarbeiter beim Direktorium der Reichsbank tätig. Anschließend gehörte er dem Vorstand der Reichsbankfiliale in Hamburg an und wurde 1931 Direktor der Reichsbankfiliale in Aschaffenburg.

## Zeit des Nationalsozialismus
Nach der Machtübergabe an die Nationalsozialisten  wurde er im Frühjahr 1933 Direktoriumsmitglied bei der deutschen Golddiskontbank und 1937 bei der Reichsbank.
Im Reichswirtschaftsministerium wurde Brinkmann 1934 unter dem neuen Minister Hjalmar Schacht zunächst als Generalreferent tätig und wurde dort 1938 zum Staatsrat befördert. Anfang Februar 1938 wurde er zum Staatssekretär im Reichswirtschaftsministerium ernannt.  Von 1938 bis 1939 war er zudem im Aufsichtsrat der Reichswerke AG für Erzbergbau und Eisenhütten „Hermann Göring“. Ab Januar 1939 war Brinkmann noch kurzzeitig Vizepräsident des Reichsbankdirektoriums. Brinkmann trat zum 20. April 1938 der SS als Standartenführer bei (SS-Nummer 308.241) und erreichte zum 9. November desselben Jahres den Rang eines SS-Oberführers. Ob er noch 1939 Mitglied der NSDAP wurde, ist nicht gesichert. Brinkmann war Mitglied im Aufsichtsrat der VEW und der Bank für internationalen Zahlungsausgleich. Während dieser Zeit von 1933 bis 1939 hielt er zahlreiche Vorträge, Reden und Ansprachen, die in der Regel gedruckt vorliegen.
Mitte Februar 1939 wurde Brinkmann aus Krankheitsgründen beurlaubt und im Mai 1939 aufgrund der Dauer seiner Erkrankung in den Wartestand versetzt. Brinkmann war augenscheinlich akut manisch-depressiv erkrankt, was als „schwerer Nervenzusammenbruch“ beschrieben wurde. Anschließend wurde er in eine Nervenheilanstalt in Bonn eingewiesen, wo er  bis zum Ende des Zweiten Weltkrieges geschlossen untergebracht war. Als Staatssekretär im Reichswirtschaftsministerium folgte ihm Friedrich Landfried und als Vizepräsident der Reichsbank Emil Puhl nach.

## Schriften
- Wirtschaftspolitik aus nationalsozialistischem Kraftquell. Eine Sammlung ausgewählter Vorträge, Reden und Ansprachen. Mit e. Geleitwort von Reichswirtschaftsminister Walther Funk. Gustav Fischer 1939.
- L'État et l'économie. Discours. Jena : Fischer, 1939.
- Markpolitik und Organisation. In: Die Deutsche Volkswirtschaft. Nationalsozialistischer Wirtschaftsdienst. 1938, H. 36, S. 1365–1368.
- Um die Zukunft des deutschen Außenhandels. Rede zur Herbstkundgebung d. Kommission f. Wirtschaftspolitik der NSDAP auf d. Leipziger Messe am 27. Aug. 1935. Berlin 1935.
- Bilanzform und Bilanzinhalt : Leitfaden über Wesen, Aufgaben und Bedeutung von Bilanzen. Rede gehalten am 8.9.34 in der Sondertagung der Kommission für Wirtschaftspolitik auf dem Reichsparteitag zu Nürnberg. München, Zentralverlag der NSDAP.